# Abu Dhabi
|  | Denne artikel omhandler byen Abu Dhabi. Artiklen om emiratet Abu Dhabi ligger under navnet Emiratet Abu Dhabi |
Abu Dhabi er hovedstad i Emiratet Abu Dhabi. Emiratet er det største af de syv, der udgør de Forenede Arabiske Emirater, og byen Abu Dhabi er også hovedstad i de Forenede Arabiske Emirater. Byen er den næststørste i de Forenede Arabiske Emirater med 1.483.000(2020)indbyggere.
Abu Dhabi huser vigtige embeder i den føderale regering og er desuden hjemsted for de Forenede Arabiske Emiraters regering og også hjemsted for Emiren af Abu Dhabi og hans familie samt for FAE's præsident og hans familie.
Abu Dhabi producerer ca. 85 procent af den olie, der produceres i de Forenede Arabiske Emirater.

## Etymologi
Abu er arabisk for far, og Dhabi er det arabiske navn på en bestemt art af indfødt gazelle, der engang var almindelig i den arabiske region. Abu Dhabi betyder dermed far til gazellen. Det menes, at dette navn opstod på grund af en overflod af gazeller i området og en populær legende om grundlæggelsen af byen Abu Dhabi, som involverede sheik Shakhbut bin Dhiyab al Nahyan, der var Abu Dhabis hersker fra 1793 til 1816.